# دهستان زوزن
دهستان زوزن نام دهستانی از توابع بخش جلگه زوزن و در شهرستان خواف استان خراسان رضوی ایران است.

## جمعیت
جمعیت این دهستان بر اساس سرشماری سال ۱۳۸۵ جمعیت آن (۱٬۲۶۴خانوار) ۵٬۹۷۲نفربوده‌‌است.